# Texas Alexander
Texas Alexander, właśc. Algernon Alexander (ur. 12 września 1900 w Jewett, zm. 16 kwietnia lub 18 kwietnia 1954 w Richards) – amerykański wokalista bluesowy, przedstawiciel country bluesa i bluesa teksańskiego, nagrywający w latach 1927–1950.

## Życiorys
Texas Alexander rozpoczął swą karierę jako śpiewak uliczny. Nie grał na żadnym instrumencie, ale był znany z tego, że stale nosił ze sobą gitarę, w nadziei napotkania muzyka chętnego do wspólnego koncertowania. Swych pierwszych nagrań dla Okeh Records dokonał w 1927 roku. Akompaniowali mu tacy muzycy jak Lonnie Johnson, Eddie Heywood, Eddie Lang, King Oliver, Little Hat Jones oraz Mississippi Sheiks. W latach 30. nagrywał dla Vocalion Records, później także dla Aladdin Records oraz Freedom Records, ostatnich nagrań dokonał w Houston w 1950 roku.
Kilka jego utworów zostało później spopularyzowanych przez innych muzyków bluesowych; „Penitentiary Moan Blues” nagrali Lightnin' Hopkins i Smokey Hogg, tworząc z niego standard bluesa teksańskiego.